# إدارة البيانات الرئيسة
إدارة البيانات الرئيسة هي نظام مدعوم بالتقانة حيث تعمل تقانة المعلومات والأعمال معًا لضمان التوحيد والدقة والإشراف والاتساق الدلالي والمساءلة لأصول البيانات الرئيسة المشتركة الرسمية للمؤسسة.

## أنظر أيضًا
- تكامل البيانات
- حوكمة البيانات
- مشرف بيانات
- تصوير بيانات
- إدارة المعلومات
- بيانات مرتبطة
- بيانات رئيسة
- ربط السجلات
- ويب دلالي